# ارتم سمننکو
ارتم سمننکو (اوکراینی: Семененко Артем Андрійович؛ زادهٔ ۱۵ مارس ۱۹۸۸) بازیکن فوتبال اهل اوکراین است.
از باشگاه‌هایی که در آن بازی کرده‌است می‌توان به باشگاه فوتبال زوریا لوهانسک و باشگاه فوتبال متالورگ زاپروژیا اشاره کرد.
وی همچنین در تیم‌های ملی فوتبال Ukraine national under-17 football team و زیر ۲۱ سال اوکراین بازی کرده‌است.